# Zero 7
Zero 7 — англійський музичний дует, що складається з Генрі Біннса та Сема Хардакера. Вони починали як студійні інженери, а в 1997 році створили гурт Zero 7. Їхній дебютний альбом, Simple Things, вийшов у 2001 році, а пісня «Destiny» увійшла до топ-100 UK Singles Chart. Наступні альбоми включають When It Falls, The Garden та Yeah Ghost.
Після вивчення звукоінженерії Біннс і Хардакер почали кар'єру в музичній індустрії в 1990-х роках у студії звукозапису RAK Мікі Моста в Лондоні, створюючи музику для британських груп, таких як Pet Shop Boys, Young Disciples і Robert Plant. 1997 року вони створили ремікс на пісню «Climbing Up the Walls» Radiohead (тоді вперше була використана назва «Zero 7»). Дует також зробив ремікс на «Love Theme From Spartacus» Террі Калльє та пісні Ленні Кравіца, Sneaker Pimps і Lambchop.

## Історія
Назва Zero 7 була обрана після того, як Біннс і Хардакер побували на гондурасському острові Утіла, де був бар з назвою Cero Siete. Після повернення до Великої Британії Radiohead попросили їх зробити ремікс на пісню «Climbing Up the Walls». Біннс і Хардакер назвали свій мікс «The Zero 7 Mix», і ця назва прижилася.
У 1999 році вони випустили EP з оригінальним матеріалом під назвою EP1 під назвою Zero 7. 2001 року вони випустили дебютний альбом Simple Things, на якому співпрацювали з вокалістами Mozez, Sia та Софі Баркер. Альбом став золотим, був номінований на музичну премію Mercury та здобув нагороду «Найкращий новий запис». Після виходу альбому Біннс і Хардакер виступали разом із запрошеними вокалістами та іншими музикантами — під час виступів на сцені одночасно з'являлися аж 20 виконавців.
У 2004 році вони випустили другий альбом When It Falls. На додаток до трьох вокалістів з першого альбому, на ньому вони співпрацювали з данською співачкою й автором пісень Тіною Діко. Того ж року Біннс написав у співавторстві трек Емми Бантон «Breathing».
Zero 7 випустили третій альбом The Garden у травні 2006 року, альбом який містив вокал Біннса, а також запрошених вокалістів — Sia та шведського фолк-музиканта Хосе Гонсалеса. Альбом отримав назву на честь колажу, створеного для його обкладинки художником Гідеоном Лондоном.
У 2007 році Біннс і Хардакер створили групу під назвою Ingrid Eto — інструментальний проєкт Zero 7. 2009 року вони випустили експериментальний інструментальний EP під назвою Kling. Треки з нього пізніше ввійшли до четвертого альбому Zero 7 Yeah Ghost, що також вийшов 2009 року. У записі альбому брали участь джазова та соул-співачка Еска Мтунгвазі, а також фолк-виконавиця Марта Тілстон.
У 2010 році дует випустив ретроспективну компіляцію під назвою Record. Спеціальне видання на двох дисках містило ексклюзивні ремікси на пісні з усіх чотирьох попередніх студійних альбомів. 2013 року група випустила 12-дюймовий сингл «On My Own» «Don't Call It Love» на власному лейблі Make Records.
У 2014 році група випустила EP Simple Science, а потім EP3 у 2015 році. Обидва вийшли на Make Records.
У 2016 році Генрі Біннс об'єднався з Бо Брюсом і Джоді Мілінер, щоб сформувати групу під назвою Equador.
Наприкінці 2018 року Zero 7 випустили трек «Mono» за участю Hidden. За цим на початку 2019 року вийшла «Aurora», яка стала першою за десятиліття співпрацею гурту з Гонсалесом.
У жовтні 2019 року дует випустив новий сингл «Swimmers» з вокалом співака із Великої Британії Джема Кука.
У серпні 2020 року група випустила сингл «Shadows» і оголосила про майбутній EP. У жовтні 2020 року вийшов EP Shadows, що містить чотири треки співака та автора пісень Лу Стоуна.

## Дискографія

### Студійні альбоми
- Simple Things (2001)
- When It Falls (2004)
- The Garden (2006)
- Yeah Ghost (2009)
- In the Half Light (2024)

### Мініальбоми
- EP 1 (2000)
- EP 2 (2000)
- Introducing… Zero 7 (2008)
- Simple Science (2014)
- EP 3 (2015)
- Shadows EP (2020)